# 1649 en arts plastiques
| Années des arts plastiques : 1646 - 1647 - 1648 - 1649 - 1650 - 1651 - 1652    |
| Décennies des arts plastiques : 1610 - 1620 - 1630 - 1640 - 1650 - 1660 - 1670 |

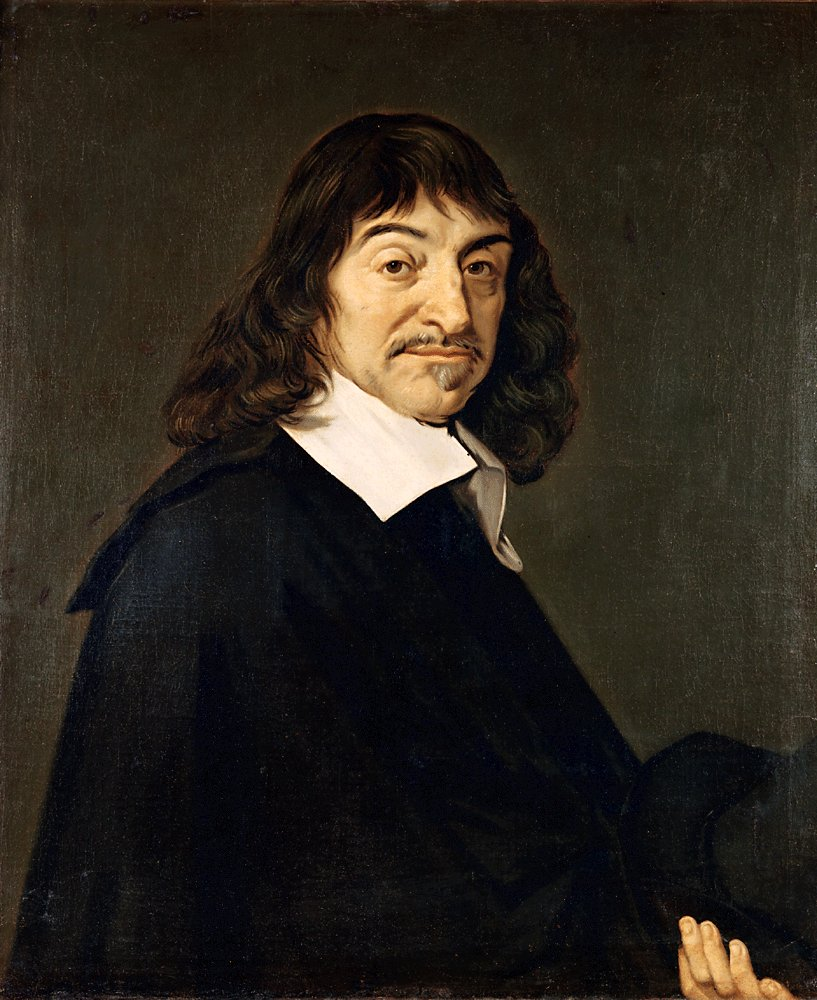
Portrait de Descartes, de Frans Hals.

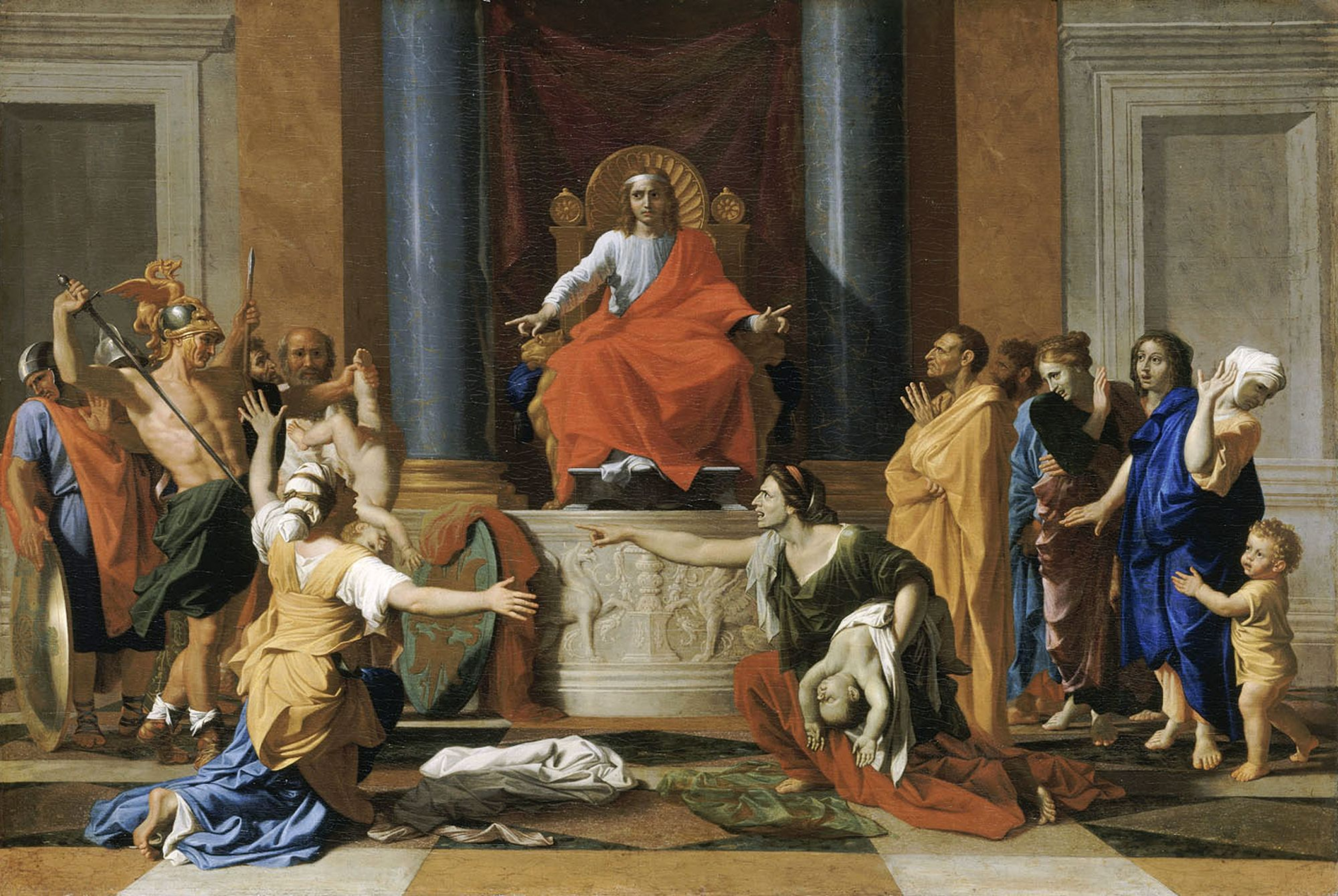
Le Jugement de Salomon, Nicolas Poussin.

Cette page concerne l'année 1649 en arts plastiques.

## Œuvres
- vers 1649 : La Pièce aux cent florins, eau-forte de Rembrandt
- Le Jugement de Salomon, Nicolas Poussin

## Naissances
- 22 février : Bon Boullogne, peintre et graveur français († 16 mai 1717),
- 4 mai : Augustinus Terwesten, peintre néerlandais († 21 janvier 1711),
- 12 octobre : Hans Georg Asam, peintre allemand († 7 mars 1711),
- 2 décembre : Jean-Baptiste Corneille, peintre et graveur français († 12 avril 1695),
- ? :
  - Pieter van der Banck, graveur français († 1697),
  - Teresa del Po, peintre et graveuse italienne († 1716),
  - Alexandre Ubelesqui, peintre français († 21 avril 1718),
- Vers 1649 :
  - Atanasio Bimbacci, peintre baroque italien  († ?),
  - Cristóbal de Villalpando, peintre mexicain († 20 août 1714),
- 1646 ou 1649 :
- Fiodor Ignatiev, peintre russe iconographe († 1720).

## Décès
- 22 janvier : Alessandro Turchi, peintre baroque italien de l'école véronaise (° 1578),
- 12 février : Jean-Baptiste Barbé, graveur, illustrateur, dessinateur et éditeur flamand (° 28 juillet 1578),
- 1er avril : Juan Bautista Maíno, peintre baroque espagnol (° 15 octobre 1581),
- 18 juin : Juan Martínez Montañés, sculpteur baroque espagnol (° 1568),
- 27 juin :  Paolo Antonio Barbieri, peintre de natures mortes italien (° 16 mai 1603),
- 28 juin : Gioacchino Assereto, peintre baroque italien (° 1600),
- 30 juin : Simon Vouet, peintre français (° 9 janvier 1590),
- 29 juillet : David Ier Teniers, peintre flamand (° 1582),
- 16 octobre : Isaac van Ostade, peintre néerlandais (° 2 juin 1621),
- 24 septembre : Pedro Nuñez, peintre espagnol (° vers 1614),
- 2 novembre : Antonio Barbalunga, peintre baroque italien (° 1600),
- 13 décembre : Matteo Nigetti, architecte et sculpteur italien de l'école florentine (° 7 janvier 1570),
- ? :
  - Leendert van Beijeren, peintre néerlandais (° 1619),
  - Alfonso Boschi, peintre baroque italien (° 1615),
  - Jean-Baptiste Coriolan, peintre et graveur italien (° 1590 ou 1595),
  - Hendrik van Steenwijk II, peintre baroque flamand (° septembre 1580).